# Tom Keifer
Tom Keifer Carl Thomas Keifer (ur. 26 stycznia 1961 w Springfield w stanie Pensylwania) – amerykański wokalista i gitarzysta. Znany przede wszystkim z występów w zespole glam metalowym Cinderella.

## Kariera

### Wczesne lata
Tom dorastał w muzykalnej rodzinie, gdzie w młodym rozpoczął swoją przygodę z gitarą. Wkrótce uległ wpływowi bluesa. W gimnazjum dołączył do swojego pierwszego rockowego zespołu, gdzie nauczył się grać na gitarze elektrycznej. Będąc uzależniony od alkoholu i narkotyków, zamierzał porzucić szkołę, by podjąć muzyczną karierę. Matka Toma, Adrienne, odwiodła go od tego pomysłu, obiecując kupić mu gitarę Les Paul w zamian za ukończenie szkoły. Po ukończeniu szkoły Keifer grał w takich zespołach jak: Saints in Hell, Telapath i Diamonds.

### Cinderella
Wkrótce Keifer wygrał walkę z uzależnieniem i zaczął komponować własne utwory. Ze swoim przyjacielem, Erikiem Brittinghamem, założył zespół Cinderella. Z braku chętnych na stanowisko wokalisty, Tom postanowił sam śpiewać pomimo swojej nieśmiałości. Tom Keifer cieszył się reputacją znakomitego kompozytora z takimi przebojami jak: Night Songs, Nobody’s Fool, Gypsy Road, Don’t Know What You Got, Coming Home. W międzyczasie spędzał czas ze swoją żoną, Emily, którą poślubił w 1987 roku. To ona narysowała ówczesne logo zespołu.
W 1991 roku, kiedy zespół przygotowywał się do trasy w Japonii, Keifer obudził się nie mogąc śpiewać. Zdiagnozowano u niego porażenie nerwu krtaniowego wstecznego. Szanse na powrót do zdrowego głosu były niewielkie.
W roku 1995 Keifer zawiesił działalność zespołu na skutek uszkodzenia swojego głosu. W 1997 roku Cinderella wznowiła swoją działalność. W międzyczasie wytwórnia Portrait Records zaproponowała reaktywowanemu zespołowi kontrakt. Zespół zaczął pisać materiał na nową płytę. Kontrakt okazał się oszustwem i muzycy musieli pojawić się w sądzie. Członkowie grupy otrzymali zakaz nagrywania jako zespół.
Wydawanie nowych płyt nie wchodziło w rachubę, a koncerty mogli grać tylko przy dobrej kondycji głosu Toma. Te okoliczności zmusiły Keifera do ponownej oceny sytuacji i skupienia się na komponowaniu i udoskonalaniu nowego materiału. W międzyczasie przeszedł sześć operacji oraz wszelkich terapii w celu przywrócenia swojego głosu.

### Kariera solowa
Przełom nastąpił ok. 2009 roku, gdy wraz z Ronem Andersonem – trenerem wokalnym, zaczął pracować nad swoim głosem. Dzięki intensywnym ćwiczeniom Tom mógł znów śpiewać.
W czerwcu 2013 roku Keifer wraz ze swoją obecną żoną, Savannah, zaśpiewał w programie telewizyjnym The Late Show with David Letterman Solid Ground, utwór ze swojej nowej płyty The Way Life Goes.

## Dyskografia
| Cinderella - Night Songs (1986) - Long Cold Winter (1988) - Heartbreak Station (1990) - Still Climbing (1994) Albumy solowe - The Flower Song (2013) - The Way Life Goes (2013) - The Death of Me (2019) - Rise (2019) | Gościnnie - Bad Romance – Code of Honor (1991, śpiew w utworze Love Hurts) - Sleeze Beez – Powertool (1992, gitara hawajska) - Jim Peterik and World Stage – Jim Peterik and World Stage (2000, śpiew w utworze Zig Zag) - Andy Griggs – Freedom (2002, śpiew w utworze A Hundred Miles Of Bad Road) |